# 尼姆里茨
尼姆里茨是德国图林根州的一个市镇。总面积2.12平方公里，总人口319人，其中男性166人，女性153人（2011年12月31日），人口密度150人/平方公里。